# Sidi Touré
Sidi Touré (ur. 1959, Gao, Mali) – muzyk, piosenkarz i autor tekstów pochodzący z Bamako w Mali.

## Życiorys
Urodził się i wychował w Gao, mieście położonym w pętli rzeki Niger, w północno-wschodniej części Mali.
W wieku 17 lat rozpoczął współpracę z regionalną orkiestrą Songhaï Stars oraz l’Orchestre National Badema. W 1984 roku oraz ponownie w 1986 roku zdobył nagrodę dla najlepszego piosenkarza z piosenką swojego autorstwa na festiwalu Mali National Bienale. Regularnie koncertował w sąsiednich państwach, takich jak Niger, Burkina Faso, Algieria. Współpracował z takimi muzykami, jak wokalista Kassé Mady Diabaté.
Za granicą Sidi Touré wystąpił w serii filmów „Take-Away Show” autorstwa francuskiego niezależnego reżysera dokumentów muzycznych – Vincenta Moona. Muzyka do tych filmów (piosenki Tchirey oraz Heyyeya) w wykonaniu Toure i jego zespołu filmowana była w warunkach lokalnych na terenie Mali.
Piosenki z ostatniej płyty Toubalbero z 2018 roku były częścią programu muzycznego z międzynarodowej trasy artysty w USA w takich miastach, jak Brooklyn, Filadelfia, Baltimore, Waszyngton oraz amerykańskie festiwale New Orleans Jazz and Heritage Festival w Nowym Orleanie oraz Festival International de Louisane.

## Twórczość
Muzyka, którą tworzy artysta z dawnego muzycznego rodu Toure, określana jest nazwą songhaï blues. Uważany jest dziś za jednego z głównych artystów malijskich oraz jednego ze spadkobierców kultury dawnego państwa Songhaj.

## Dyskografia
- Hoga, 1996, Stern’s Records
- Sahel Folk, 2011, Thrill Jockey Records
- Koïma, 2012, Thrill Jockey Records[3]
- Alafia, 2013, Thrill Jockey Records
- Toubalbero, 2018, Thrill Jockey Records